# 宋书伟
宋书伟（1931年—），男，河北新河人，中国社会学家，曾任北京市社会科学院社会学研究所所长，中国社会学会顾问。